# Extracorrente di apertura e di chiusura
Si definisce extracorrente di apertura il fenomeno della scarica elettrica in un interruttore all'apertura del circuito elettrico. Corrispondentemente, alla chiusura del circuito si osserva la extracorrente di chiusura.
Questo fenomeno non è dovuto alla chiusura dell'arco voltaico, ovvero al passaggio di corrente attraverso l'aria dovuto ad un forte campo elettrico, ma è in effetti dovuto alla presenza di induttanze nel circuito.
Questo fenomeno infatti si riscontra di solito nei circuiti con carico induttivo, come circuiti con lampade a vapori di mercurio (indicate comunemente come lampade al neon), che per il loro funzionamento hanno bisogno di una bobina (reattore), che è appunto un pesante carico induttivo.
Un circuito induttivo o ohmmico induttivo (circuito RL) è un circuito che si definisce "inerziale rispetto alla corrente", ovvero tende a opporsi alla variazione della corrente elettrica stessa. Ciò avviene perché l'energia del sistema è funzione della corrente ed è infatti esprimibile con legge quadratica rispetto a quella grandezza: in un induttore l'energia immagazzinata è data da
{\displaystyle E={\frac {1}{2}}Li^{2}}
ove L è l'induttanza e  i è la corrente elettrica.
L'induttanza tende ad opporsi a variazioni finite di corrente in tempi infinitesimi; di conseguenza, in un circuito con induttanze, all'apertura del circuito la corrente non va a zero immediatamente, ma si ha un effetto di scarica  che si osserva sull'interruttore, definita appunto extracorrente di apertura.